# Universidade Nacional de San Luis
A Universidade Nacional de San Luis (Universidad Nacional de San Luis, UNSL) é uma universidade pública argentina, sediada na cidade de San Luis, capital da província do mesmo nome, na região de Cuyo.
Foi fundada pela lei 20.365 de 10 de maio de 1973, como parte do programa de reorganização da educação superior que levaria a fundação das universidades de Jujuy, La Pampa, Lomas de Zamora, Entre Ríos, Luján, Misiones, Salta, San Juan, Catamarca e Santiago del Estero
Conta atualmente com aproximadamente 16.000 alunos em mais de 45 cursos, além de vários programas de pós-graduação. Dela depende o Museu de  História Natural de San Luis, e conta com uma emissora de rádio (LRJ407 Radio Universidad Nacional de San Luis).
A UNSL se organizou a partir da divisão da Universidade Nacional de Cuyo.